# Autoridade do Canal de Suez
A Autoridade do Canal de Suez (em inglês: Suez Canal Authority - SCA) é uma autoridade estatal egípcia que possui, opera e mantém o Canal de Suez. Foi criado pelo governo egípcio para substituir a Companhia do Canal de Suez na década de 1950, o que resultou na Crise de Suez. Após a intervenção da ONU, os três países invasores (França, Israel, Reino Unido) foram forçados a se retirar.